# Balneario Costa Bonita
Costa Bonita es una localidad bonaerense del partido de Necochea ubicada a unos 6 km. al norte de la ciudad de Quequén. Se puede acceder a través de la Ruta Provincial 88, haciendo 5 km de tierra hasta el balneario o por el camino entoscado que bordea la costa.

## Historia y turismo
La idea del pueblo nació en 1947. Las viviendas se distribuyen sobre las dunas y entre montes. Uno de los sitios más concurridos de Costa Bonita es la gruta de la Virgen de Nuestra Señora de Lourdes, donde se ha ido construyendo una capilla. En 1979 la dictadura militar decidió anexarlo junto con el cercano puerto y ciudad de Quequén al partido de Necochea por estar cercanos a su ciudad cabecera y separó a ambos de la jurisdicción política del partido de Lobería.

## Población
Durante el censo nacional del INDEC de 2010 fue considerada como población rural dispersa. En censos anterior contaba con 46 habitantes (Indec, 2001) y 55 habitantes (Indec, 1991).